# Ludwig Bamberger
Ludwig Bamberger (Mainz, 22 de julho de 1823 – Berlim, 14 de março de 1899) foi um banqueiro e político alemão. É considerado um dos representantes mais importantes do liberalismo alemão na época da fundação do Reich. De uma família de banqueiros judeus, ele foi um dos fundadores do Deutsche Bank AG em 1870. No início da década de 1870, Bamberger era um dos mais importantes políticos responsáveis pelas finanças. Esteve envolvido na fundação do Reichsbank e é considerado o pai da reforma monetária e do marco alemão.

## Juventude
Bamberger nasceu em uma rica família de judeus asquenazes em Mainz, Grão-Ducado de Hesse. Depois de estudar em Gießen, Heidelberg e Göttingen, ele se formou advogado.

## Carreira
Quando as Revoluções de 1848 nos Estados alemães eclodiram, Bamberger participou ativamente como um dos líderes do partido republicano em sua cidade natal, tanto como orador popular quanto como editor do jornal Mainzer Zeitung. Em 1849, participou da revolta republicana no Palatinado e em Baden; quando a ordem foi restabelecida, Bamberger foi condenado à morte, mas nessa altura, junto com outros importantes revolucionários, como Germain Metternich, Ludwig Blenker e Franz Zitz, fugiu para a Suíça. Nos anos seguintes passou no exílio, primeiro em Londres, depois nos Países Baixos. Em 1852 foi para Paris, onde, por meio de conexões particulares com a família Bischoffsheim, recebeu uma nomeação no banco de Bischoffsheim, Goldschmidt & Cie, no qual se tornou diretor administrativo, cargo que ocupou até 1866. Durante estes anos ele adquiriu experiência e ganhou um profundo conhecimento de teoria e prática das finanças. Isso tudo lhe foi muito útil quando a anistia de 1866 permitiu-lhe voltar para a Alemanha.

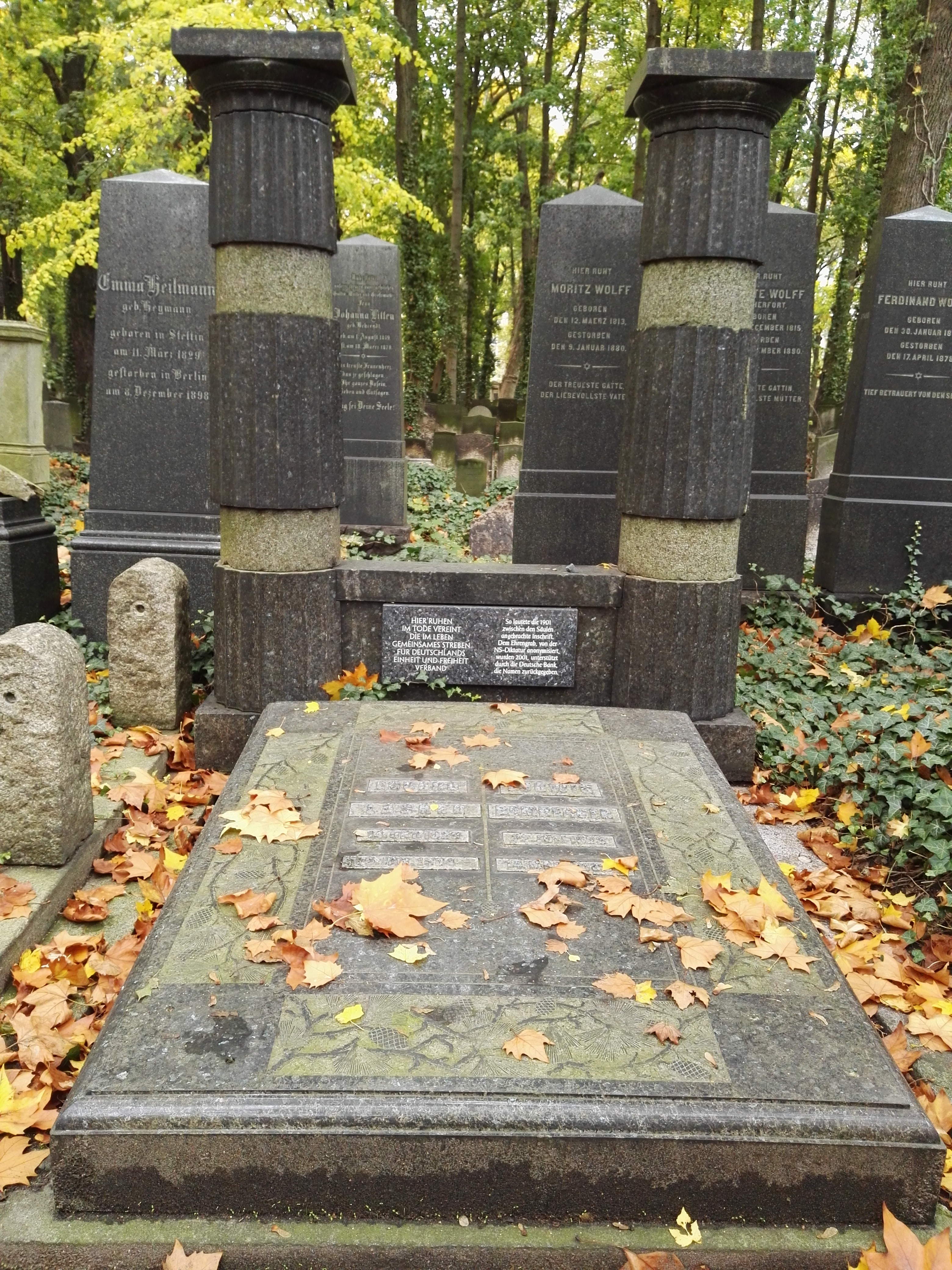
Túmulo de Ludwig Bamberger no Cemitério judeu Schönhauser Allee, Berlim

Ele foi eleito membro do Reichstag, onde ingressou no Partido Nacional Liberal, pois, assim como muitos outros exilados, estava disposto a aceitar os resultados do trabalho efetuados por Otto von Bismarck. Bamberger representou o distrito eleitoral de Bingen-Alzey e se casou com Anna Belmont, uma parente do famoso banqueiro August Belmont, que havia emigrado para os Estados Unidos. Em 1868 publicou uma curta biografia de Bismarck em francês, com o objetivo de produzir uma melhor compreensão dos assuntos alemães, e em 1870, devido à sua íntima familiaridade com a França e com finanças, ele e Gerson von Bleichröder foram convocados por Bismarck para Versailles para ajudar na discussão dos termos de paz.
No Reichstag alemão, ele foi a principal autoridade em questões de finanças e economia, bem como um orador claro e persuasivo, e foi principalmente devido a ele que o marco de ouro alemão foi adotado e que o Reichsbank tomou forma; em seus últimos anos, ele escreveu e discursou veementemente contra o bimetalismo. Ele foi o líder do livre-comércio e, após 1878, recusou-se a apoiar Bismarck em sua nova política de proteção, de socialismo de Estado e de desenvolvimento colonial. Por causa de sua oposição à política econômica de Bismarck, ele deixou o Partido Nacional Liberal e se juntou aos "secessionistas" que mais tarde se fundiram com o Partido Livre-Pensador Alemão. Ele também foi um dos fundadores da Verein zur Förderung der Handelsfreiheit (Associação para a Promoção da Liberdade de Comércio).
Com o banqueiro Adelbert Delbrück, em 22 de janeiro de 1870, fundou o Deutsche Bank em Berlim como um banco especializado em comércio exterior. Em 1892 ele se retirou da vida política e morreu em 1899.

## Escritos
Bamberger foi um escritor brilhante e atraente e um colaborador frequente em questões políticas e econômicas para o Nation e outros periódicos. Entre suas notáveis publicações – que incluem obras sobre a moeda, sobre a indenização de guerra francesa, sua crítica ao socialismo e sua apologia à Secessão – estão:
- Erlebnisse aus der pfälzischen Erhebung (Experiências da Rebelião palatina, 1849)
- Monsieur de Bismarck (Herr von Bismarck, 1868)
- La colonie allemande (em Paris Guide, 1868)
- Die fünf Milliarden (Os cinco bilhões, 1873)
- Deutschland und der Sozialismus (Alemanha e Socialismo, 1878)
- Deutschtum und Judentum (Germanismo e Judaísmo, 1880)
- Die Stichworte der Silberleute besprochen (Terminologia discutida dos defensores da prata, 4.ª ed., 1893)
- Erinnerungen (Memórias, publicada por Nathan, 1899).